# Richard the Brazen
Richard the Brazen er en amerikansk stumfilm fra 1917 af Perry N. Vekroff.

## Medvirkende
- Harry T. Morey som Richard Williams
- Alice Joyce som Harriet Renwyk
- William Frederic som Bill Williams
- Franklyn Hanna som Jacob Renwyk
- Robert Kelly som Corrigan